# ワープゲイト
ワープゲイト（Warpgate）は、ギンガシステムソリューションから開発・発売されているビデオ会議システムのブランド名。

## 特徴
ワープゲイトはギンガシステムソリューションのビデオ会議システムであり、テレポート（Teleport）の後継機にあたる。ワープゲイト501,502,503はISDNでの通信(H.320)に対応、ワープゲイト501,502,503,601はIP回線での通信（H.323）に対応している。
また、テレビ電話としてNOVA（ジー・エデュケーション）のお茶の間留学で利用されている。